# 陸別站

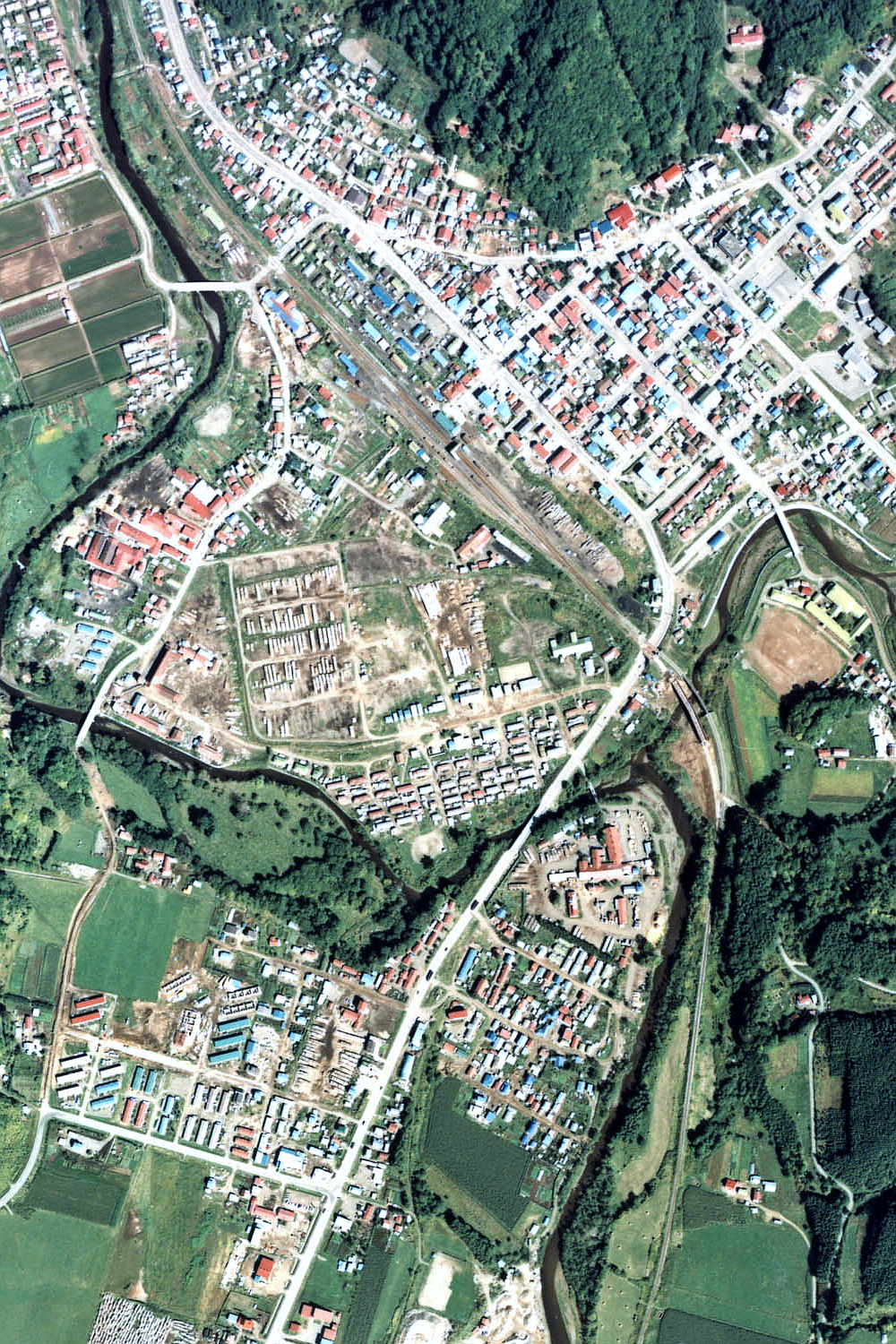
1977年國鐵池北線時代的陸別站與方圓1公里×1.5公里範圍。左上方是北見方向。當時車站設有2面2線的千鳥式月台，兩月台之間設有天橋連接。車站後方設有3條副本線，同時設有路軌分支，連接車站後方的木廠。車站後方靠近北見一方的藍色屋頂處有兩個車庫，該處附近曾經設有轉車盤。當時置戶至陸別之間為了跨越池北峠，輔助蒸氣機車會使用該轉車盤。在轉車盤前方設有水塔。此外，車站大樓旁邊靠近池田一方設有貨物月台和數條引込線，在該處設有1條連接東邊堆場的引込線。本線靠近池田一方可看到正在進行緩和路軌彎位工程，跨越陸別川的橋樑需要重建。車站後方南邊設有一個大型堆場，由帶廣營林局陸別營林署管轄。雖然在當時已經改用貨車運送，曾經此站設有兩條森林鐵路，一條沿利別川的支流向東北（右上方）方前往陸別川的上流，另一條沿另一條支流向西南方前往斗滿川上流。

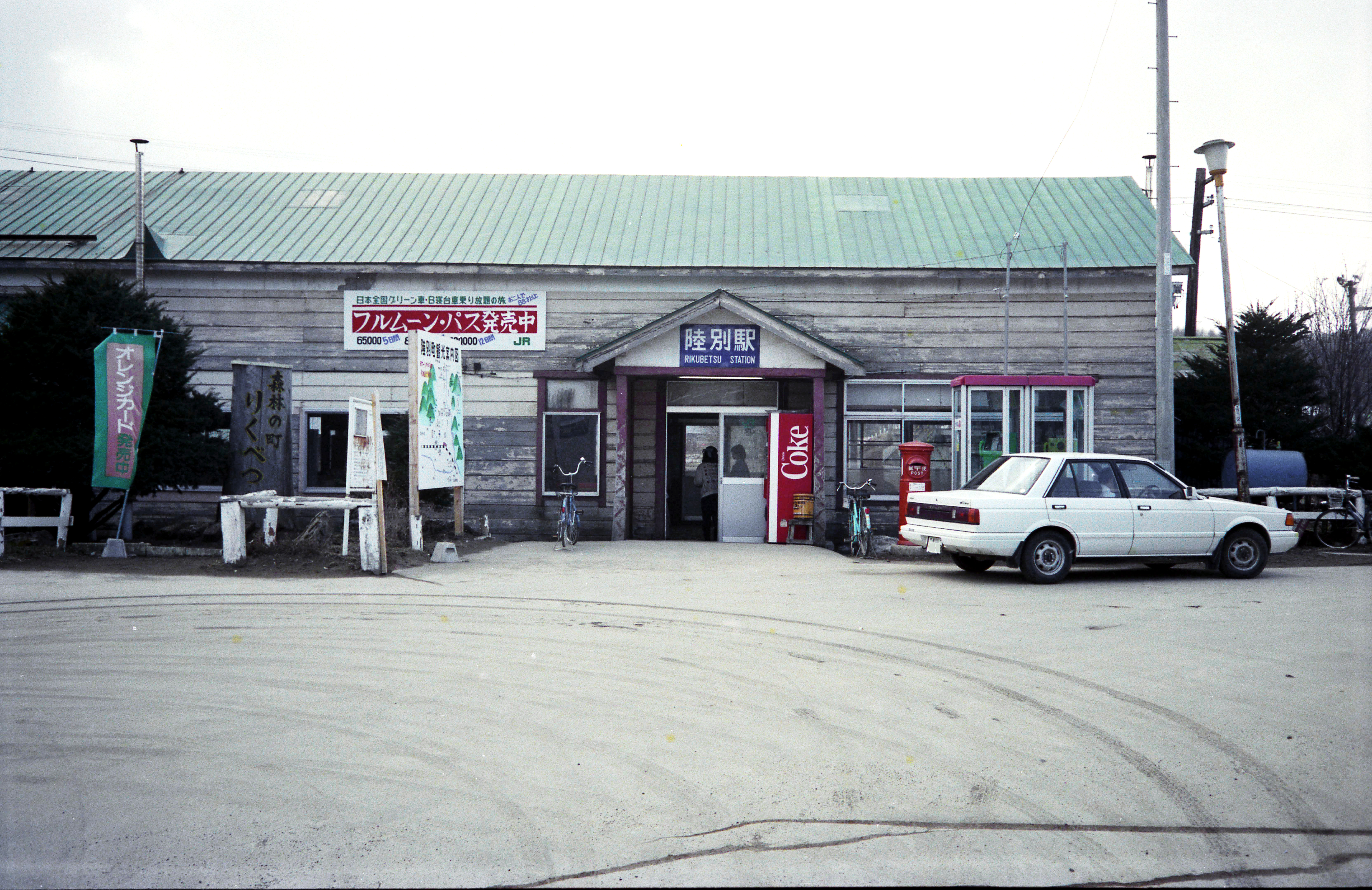
JR北海道當時的車站大樓（1989年3月）

陸別站（日语：／ Rikubetsu eki */?）是位於北海道足寄郡陸別町字陸別原野基線69番1號，北海道池北高原鐵道的故鄉銀河線車站（廢站）。隨著故鄉銀河線廢線，車站在2006年（平成18年）4月21日廢除。

## 歷史
- 1910年（明治43年）9月22日 - 鐵道院網走線淕別站（日语：／）啟用[3][1]。當時為一般車站[4]。
- 1911年（明治44年）
  - 9月24日 - 設置池田機關庫淕別分庫[5]。
  - 9月25日 - 此站至野付牛站之間開通[1]。
- 1912年（大正元年）11月18日 - 池田至網走路線改名為網走本線[1]。
- 1913年（大正2年） - 車站大樓被燒毀。
- 1914年（大正3年）4月7日 - 車站大樓被燒毀。
- 1915年（大正4年）- 新車站大樓落成。
- 1919年（大正8年）5月3日 - 池田機關庫淕別分庫於野付牛（現時：北見）設置機關庫分庫[5]。
- 1924年（大正13年）10月1日 - 野付牛機關庫淕別分庫許廢除[6]。
- 1949年（昭和24年）
  - 6月1日 - 日本國有鐵道成立，成為日本國有鐵道車站。
  - 8月1日 - 站名改為陸別站（日语：／）[4]。
  - 10月 - 車站大樓翻新。
- 1953年（昭和28年）12月12日 - 設置跨線橋。
- 1961年（昭和36年）4月1日 - 池田至北見之間改名為池北線，成為池北線車站[1]。
- 1971年（昭和46年）7月1日 - 從此站到發，來往帶廣的急行「池北」1往返班次取消。
- 1980年（昭和55年）10月1日 - 北見至帶廣之間的急行「池北」1往返班次取消，從此此站只有普通列車停靠。
- 1982年（昭和57年）9月10日 - 結束處理貨物。
- 1984年（昭和59年）2月1日 - 結束處理行李。
- 1987年（昭和62年）4月1日 - 伴隨國鐵分割民營化，車站由北海道旅客鐵道（JR北海道）營運。
- 1989年（平成元年）6月4日 - 北海道池北高原鐵道繼承池北線[1][7][8][9][10]。
- 1993年（平成5年）4月12日 - 車站大樓翻新[11]。
- 2006年（平成18年）4月21日 - 故鄉銀河線全線廢除[2][12]，此站也廢除。車站事務室變為十勝巴士陸別詢問處。
- 2008年（平成20年）4月20日 - 「故鄉銀河線陸別鐵道（日语：ふるさと銀河線りくべつ鉄道）」開幕。體驗設施於2年後復活。

## 車站構造
截至車站廢除前，此站是地面車站，設有2面2線的相對式月台。月台之間設有跨線橋連接。此站是故鄉銀河線車站中，唯一有列車停泊的車站。
在車站廢除前為職員配置站，在末期只有一名兼職站員當值。在末期，車站櫃臺營業時間為平日早上9時至下午5時25分。在廢除前1個月，星期六及假日也營業。由於職員是兼職，因此足寄站長同時會兼任陸別站長。當兼職員工放假時，足寄站或置戶站的職員會前往此站當值。與其他有人車站相異，此站可購買於池田站出發的指定券。同時也可購買JR車票，但是不能同時出售指定票與車票。在池北線時代，此站為急行「池北」的停車站。在民營化至路線廢除前，此站是快速「銀河」的停車站。

### 月台
| 月台 | 路線       | 方向 | 目的地                 |
| ---- | ---------- | ---- | ---------------------- |
| 1    | 故鄉銀河線 | 上行 | 足寄、本別、池田方向   |
| 2    | 故鄉銀河線 | 下行 | 置戶、訓子府、北見方向 |

## 現況
- 車站事務室遺址變成十勝巴士（日语：十勝バス）陸別詢問處，可購買前往帶廣方向的車票。
- 在2008年（平成20年）4月起，舊站內開設了由陸別町商工會主導的鐵路保存展示設施「故鄉銀河線陸別鐵道（日语：ふるさと銀河線りくべつ鉄道）」。該處可體驗乘坐和駕駛柴油列車。開放日期為每年4月下旬至10月下旬中，每月第二、四個星期六日。
- 在2016年，站內的轉車盤因「舊網走線開業時的鐵道設施群」而獲得土木遺產這個名銜[13]。

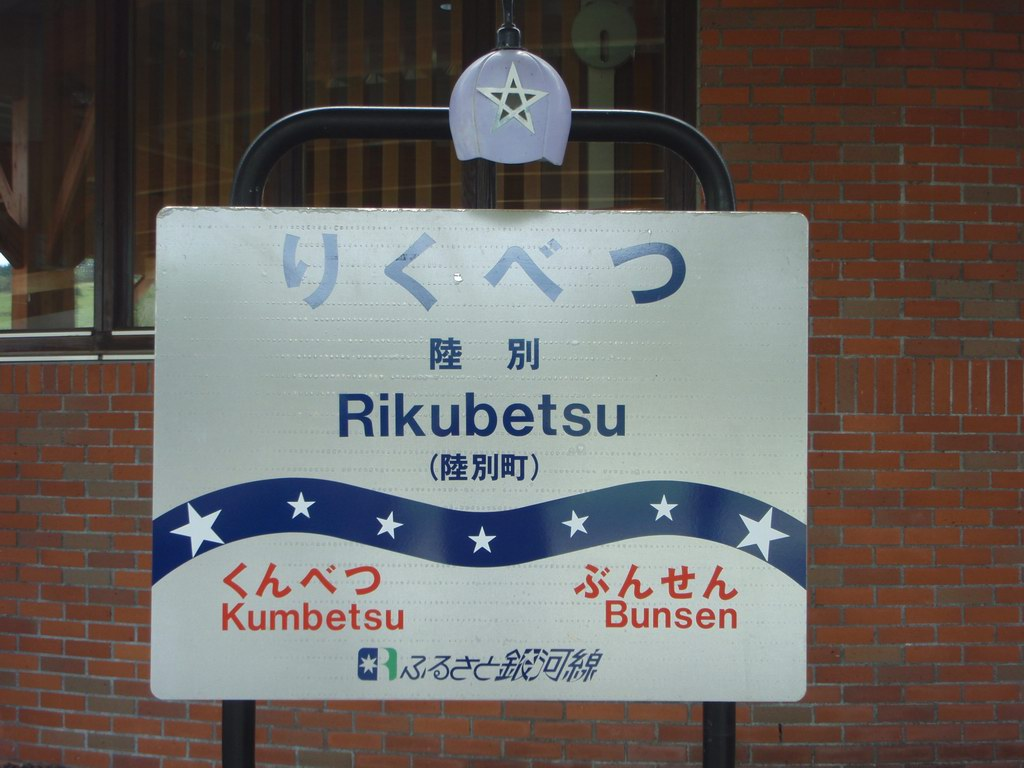
廢除後，站名牌還存在

## 車站周邊
- 道之驛極光小鎮93陸別（日语：道の駅オーロラタウン93りくべつ）[11]
- 北海道道502號斗滿陸別停車場線
- 國道242號（日语：国道242号）
- 北海道道51號津別陸別線
- 陸別町公所
- 本別警署（日语：本別警察署）陸別駐在所
- 陸別郵局
- 帶廣信用金庫（日语：帯広信用金庫）陸別分店
- 陸別町農業協同組合（JA陸別町）
- 利別川（日语：利別川）
- 十勝巴士（日语：十勝バス）、北海道北見巴士（日语：北海道北見バス）「陸別」、陸別町社區巴士「道之驛前」巴士站

## 陸別（淕別）和斗満森林鐵道

### 歷史
- 1922年（大正11年） - 兩幹線開始鋪設路軌。
- 1924年（大正13年） - 設置淕別儲木場，佔地12.43公頃。但是淕別森林鐵道一方，由於當時町內認為「在市區通過極其危險」，因此蒸氣機車不能駛入市區，在儲木場2公里外設置機車庫。在機車庫至儲木場之間使用馬來行走。後來經過町內同意後，上述路段可使用機車行走。
- 1925年（大正14年） 
  - - 前往淕別川上流的淕別森林鐵道幹線18.905公里鋪設完成。5公噸級的蒸氣機車開始運行。
  - - 前往斗滿川上流的斗滿森林鐵道幹線18.085公里鋪設完成。10公噸級的蒸氣機車開始運行。
- 1939年（昭和14年） - 斗滿森林鐵道邦根別支線10.458公里鋪設完成。10公噸級的蒸氣機車開始運行。
- 1940年（昭和15年） - 淕別森林鐵道幹線延長至全長20.112公里。
- 戰時的情況不詳
- 1945年（昭和20年）1月27日 - 機車庫的修理工場發生火警，兩架機車被燒毀。
- 1946年（昭和21年）7月21日 - 儲木場發生大火。
- 1947年（昭和22年） - 淕別森林鐵道土井澤支線2.2公里鋪設完成。
- 1949年（昭和24年） - 淕別森林鐵道二股支線2公里鋪設完成。斗滿森林鐵道幹線開始繼續延長。
- 1950年（昭和25年） - 陸別森林鐵道一之澤支線2公里鋪設完成。
- 1953年（昭和28年） - 陸別森林鐵道廢除，變為貨車運送。
- 1954年（昭和29年） - 斗滿森林鐵道新斗滿支線12.700公里鋪設完成。
- 1956年（昭和31年） - 斗滿森林鐵道幹線延長，總長度23.928公里。機車方面改為使用柴油機車。當時設有3架B5公噸加藤製，1架B7公噸酒井製和2架加藤製機車。
- 1965年（昭和40年） - 斗滿森林鐵道廢除，變為貨車運送。

### 擁有機車
在1948年（昭和23年），陸別森林鐵道和斗滿森林鐵道擁有以下機車。
- 10公噸O&K製機車3架，5公噸O&K製機車2架，10公噸本江機械製機車1架，10公噸中山機械製機車2架。

## 相鄰車站
北海道池北高原鐵道
故鄉銀河線
薰別－陸別－分線

## 注腳
1. 1 2 3 4 5 6   田中和夫（監修）. . 上巻 国鉄・JR線. 北海道新聞社（編集）. 2002-07-15: 236–237頁. ISBN 978-4-89453-220-5. ISBN 4-89453-220-4 （日语）.
2. 1 2 3  北見現代史編集委員会（編集）. . 北見市: 981頁. 2007-01 （日语）.
3. ↑  『官報』1910年09月17日 鉄道院告示第81号 （页面存档备份，存于）（日語）（國會圖書館）
4. 1 2  太田幸夫.  1. 札幌市: 富士コンテム. 2004-02-29: 139. ISBN 4-89391-549-5 （日语）.
5. 1 2  《釧路鉄道管理局史》年表 1972年刊行
6. ↑  北海道鉄道百年史 下卷 年表
7. ↑  田中和夫（監修）. . 下巻 SL・青函連絡船他. 北海道新聞社（編集）. 2002-12-05: 222頁–223頁. ISBN 978-4-89453-237-3. ISBN 4-89453-237-9.
8. ↑  北見現代史編集委員会（編集）. . 北見市: 952頁,954頁. 2007-01 （日语）.
9. ↑  ふるさと銀河線10周年記念事業実行委員会（編集）. : 21–24頁、95頁. 1999-06-04 （日语）.
10. ↑  . 北海道新聞 (北海道新聞社). フォト北海道（道新写真データベース）. 1989-06-03  [2016-11-25]. （原始内容存档于2016年11月25日） （日语）.
11. 1 2  “駅舎充実、名産品展示し宿泊も－陸別” 北海道新聞 (北海道新聞社): p17. (1993年4月14日 朝刊)
12. ↑  . 北海道新聞 (北海道新聞社). フォト北海道（道新写真データベース）. 2006-04-21  [2016-11-25]. （原始内容存档于2016年11月25日） （日语）.
13. ↑  . 日本土木学会. 2016  [2018-03-13]. （原始内容存档于2021-11-04） （日语）.
14. ↑  管內概要 帶廣營林局 昭和23年5月發行。

## 外部連結
- 故鄉銀河線陸別鐵道 （页面存档备份，存于）（日語）